# رمزي جريج
رمزي جريج (مواليد 18 آب 1940) هو وزير لبناني سابق ومحامي بالاستئناف و نقيب المحامين في بيروت من 2007 حتى 2009 ،عضو في الاتحاد الدولي للمحامين  ، شغل حقيبة وزارة الاعلام في حكومة الرئيس تمام سلام ، يعتبر انه من حصة حزب الكتائب في الحكومة